# Света Ксения и Свети Нектарий (Солун)
„Света Ксения и Свети Нектарий“ (на гръцки: Οσία Ξένη - Άγιος Νεκτάριος) е православна църква в македонския град Солун, Гърция, част на Солунската епархия на Вселенската патриаршия, под управлението на Църквата на Гърция.
Храмът е разхположен в квартала Харилау, на улица „„Папанастасиос“ № 127. Построена е в 1922 - 1924 година от заселените в района гръцки малоазийски бежанци и е техен енорийски храм. Построена е от председателя на Първото строително общество Епаминондас Харилаос и е кръстена на майка му Поликсена.
След завършването в 1967 година на новия енорийски храм „Света Ксения“, разположен на улица „Мараслис“, църквата получава името „Света Ксения и Свети Нектарий“ и става негов параклис, но продължава да работи като редовна енорийска църква. Свети Нектарий е добавен като патрон, тъй като в района живеят много старостилци, и за да се подчертае, че църквата е подчинена на Солунската митрополия. В 1979 година църквата е цялостно обновена като с пари на енорията наново са изградени стените и покрива, както и фасадата. В 1993 година е изработен дървен резбован иконостас, струващ 5 800 000 драхми, на който има икона на Света Ксения от 1945 година. В 2013 година са проведени нови ремонтни дейности.